# Архиепархия Бара
Архиепархия Бара или Архидиоцез Бара (лат. Archidioecesis Antibarensis, черног. Barska nadbiskupija) — архидиоцез Римско-католической церкви, включающий в себя большую часть территории Черногории, ведущий свою историю с VIII века. Архиепископ Бара с XV века носит духовный титул примаса Сербии.

## История

### Епархия Бара
Распространение христианства на территории современной архиепархии Бара связано с образованием Диоклейской (Дуклянской) епархии, первый известный епископ которой, по имени Эвандр, упоминается как участник Халкидонского собора 451 года (Evandrus episcopus civitatis Diocliae definiens subscipsi). Однако достоверно время образования Диоклейской епархии неизвестно. В 732 году император Лев III Исавр передал митрополию Диррахия (Восточный Иллирик), включавшую в то время в себя и территорию современной Черногории, из юрисдикции римского папы в подчинение константинопольского патриарха. Этим годом датируется дошедший до нас перечень 15-ти суффраганов митрополии, среди которых были Диоклейская, Скадарская, Олциниумская и Барская епархии.

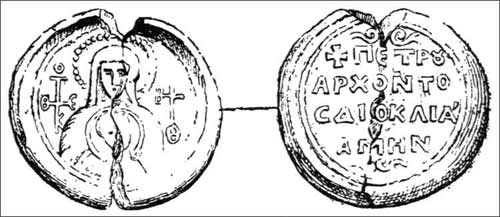
Печать князя Петрислава (ок. 970—990)

В начале IX века на территорию Барской епархии первыми для осуществления миссионерской деятельности среди славянских племён, заселивших адриатическое побережье Балкан в VII веке, пришли монахи-бенедиктинцы, которые основали здесь свои многочисленные монастыри, храмы, школы и больницы (например, Ратацкое аббатство (XI век)) и своим трудом по мелиорации и возделыванию земель содействовали возрождению экономического значения Барского поля. При императоре Василии I Македонянине (867—886) начался процесс интенсивной христианизации славянских племён со стороны Византии. В середине X века на территории современной Черногории возникло славянское княжество Дукля, столица которого первоначально располагалась в районе Бара. Дуклянская знать к этому времени была уже в достаточной мере христианизированной, к примеру, князь-архонт Петрислав (правил ок. 970—990) возводил церкви и поместил на свою печать лик Богородицы, а его сын и наследник Йован Владимир, вероломно убитый болгарским царём Иваном Владиславом в 1016 году, был вскоре причислен к лику святых.

### Учреждение архиепархии
Вопросы церковной юрисдикции Барской епископии в IX—X веках и идентификация митрополии, к которой она относилась в тот период, остаются неясными. Вероятно, в это время на какой то срок была учреждена Диоклейская (Дуклянская) архиепархия, в состав которой вошло  и Барское епископство. После смерти князя Йована Владимира, по всей видимости, Дуклянская архиепархия вновь была понижена до статуса епархии и вместе с Барским епископством вошла в состав Салонской архиепархии. Очевидно, эта перемена не устраивала иерархов Восточного Иллирика и правителей молодого Дуклянского государства, и папу римского забросали прошениями о возврате собственной митрополии. В качестве одного из оснований приводился трагический случай: между 1030 и 1050 годами четыре местных епископа (Барский, Олциниумский, Которский и Свачский) отправились вместе на одном корабле на церковный собор в центр митрополии, попали в шторм и затонули у острова Хвар. Существует мнение, что одно из подобных прошений было направлено папе дуклянским князем Воиславом (Доброславом), поднявшим восстание против Византии, добившимся независимости Дукли и существенно расширившим её границы.

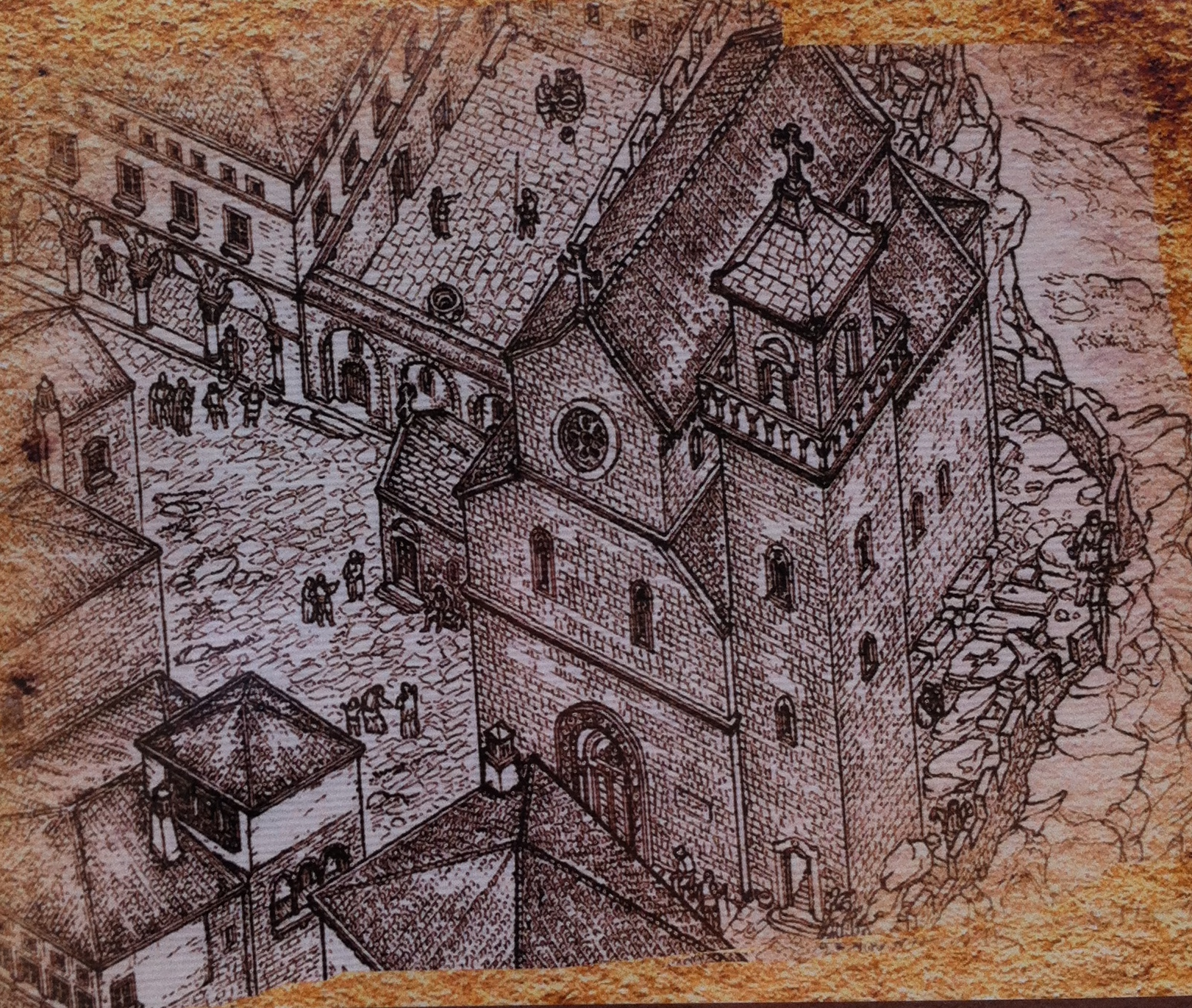
Собор Святого Георгия в Старом Баре. Современная реконструкция

В период правления князя Михайло Воиславлевича в 1054 году происходит раскол христианской церкви на православную и католическую, при этом Дуклянское княжество остаётся в церковной юрисдикции Римско-католической церкви. Продолжавшееся военное противостояние с Византией способствовало дальнейшему сближению Дукли с Римом и в 1077 году в Баре папа Григорий VII пожаловал Михайло титул «короля славян» (Rex Sclavorum). Это, в свою очередь, сделало наиболее актуальным вопрос создания в новом королевстве собственной церковной митрополии, чего Михайло неуклонно добивался. Следующий король Дукли Константин Бодин, воспользовавшись раздорами в римской курии, добился от антипапы Климента III желаемого решения. В 1088 году епископ Бара Петар прибыл в Рим и вручил Клименту III прошение об учреждении в Дукле архиепархии. 8 января 1089 года антипапа Климент своей буллой учредил Диоклейско-Барскую архиепархию (Arhiepisco Diocliensis atque Antibarensis Ecclesiae). В этом документе подчёркивалось, что новая архиепархия является правопродолжательницей бывшей Диоклейской митрополии, а новый архиепископ обладает традиционными правомочиями архиепископов Диоклеи как их правопреемник. Епископу Петару были посланы архиепископские облачения как символ его нового статуса. В церковную юрисдикцию новой митрополии вошли епархии Диоклеи, Бара, Котора, Олциниума, Свача, Скадара, Дриваста, Полата, Рашки, Боснии и Травунии, а также все монастыри «как далматинцев, так и греков и славян» (omnia monasteria tam Dalmatinorum quam Grecorum atque Sclavorum). Архиепископ Петар наделялся привилегией «нести перед собою крест за всё королевство Дукля» (crux per omne regnum Diocliae feratur ante te). Кафедральным храмом архиепархии стал собор Святого Георгия в Баре.

### Споры о юрисдикции
Учреждение Барской архиепархии со столь обширной церковной юрисдикцией вызвало резкое недовольство соседней епархии Дубровника, потерявшей в результате статус митрополии, полученный ею в 998 году. В частности, епархия Котора, епископ которой с 1078 года являлся суффраганом архиепархии Дубровника, при учреждении Барской митрополии перешла под её юрисдикцию. Противодействие Дубровника усилилось после смерти короля Бодина в 1099 году и на рассмотрение папского трибунала потоком пошли юрисдикционные споры между Дубровником и Баром. В 1120 году с возрождением архиепархии Дубровника Которская епархия вновь перешла в её подчинение. Правители Дукли, понимая некоторую оспоримость учреждения Барской митрополии антипапой, стремились получить признание этого акта со стороны «более легитимного» папы. Благодаря стараниям короля Грубеши, 24 января 1124 года папа Каликст II своей буллой подтвердил право митрополии Барского архиепископа Илии, при этом включив в состав архиепархии Бара ещё и епархию Будвы.
В 1149 году большую часть Дуклянского государства захватил рашский жупан Деса Вуканович, под властью дуклянского князя Радослава остался лишь Котор. При поддержке Десы архиепископу Дубровника, по крайней мере формально, удалось распространить свою митрополичью юрисдикцию на епархии Барского архиепископства. В 1153 году папа Анастасий IV одобрил смещение архиепископом Дубровника со своих кафедр епископов Олциниума и Дриваста. Это было равносильно признанию папой ликвидации Барской митрополии в пользу митрополии Дубровника. В 60-х годах большая часть территории Барской архиепархии была завоёвана Византией, стремившейся установить здесь духовную власть константинопольского патриарха. Византийцы поддержали митрополичьи притязания архиепископа Бара, суффраганы которого тут же отказались признавать юрисдикцию Дубровника. В результате архиепископ Дубровника Трибун отлучил от церкви отказавшихся подчиняться ему епископов Бара и Олциниума и обратился за поддержкой к папе. Поддержавший Трибуна папа Александр III в 1167 году направили послание «клиру и народу» обоих епархий с требованием не подчиняться своим епископам, доколе они не признают Дубровницкого архиепископа своим митрополитом. Решение папы вызвало всеобщее недовольство, потрясённый архиепископ Бара вскоре скончался, а его престол оставался вакантным несколько лет. В 1172 году новым архиепископом был назначен Гргур (Григорий) Гризогоно из Задара (по мнению некоторых исследователей, автор Летописи попа Дуклянина), который по прибытии в Бар обнаружил, что архиепископская резиденция была разграблена сразу после смерти предыдущего иерарха. Заручившись поддержкой дуклянского князя Михайло III, Гргур начал восстановление Барской митрополии. Вскоре ему удалось привлечь на свою сторону пользовавшегося уважением в папской курии архиепископа Сплитского Райнерия. Достоверно неизвестно, когда папа изменил своё решение относительно митрополии Бара, однако в своих письмах от 1179 года Гргур уже использовал титул архиепископа, чего не мог позволить себе раньше.
В 1180 году Дукля вновь начала испытывать военно-политическое давление со стороны княжества Рашка, которому слабый князь Михайло III не мог противостоять. В том же году был убит архиепископ Райнерий. Воспользовавшись ситуацией, архиепископ Дубровника возобновил свою активность в римской курии по возврату своей митрополии над Барской архиепархией. Около 1189 года Дуклянское княжество  было полностью поглощено Рашкой, возглавляемой династией Неманичей, а княгиня Десислава и архиепископ Гргур бежали в Дубровник. Барское архиепископство фактически перестало существовать. В 1195 году Дукля и Травуния были отданы в удел Вукану Неманичу, который вскоре провозгласил себя независимым «королём Дукли и Далмации» и обратился к папе Иннокентию III с просьбой о восстановлению Барской митрополии. Несмотря на противодействие Дубровника, в 1199 году папа передал мантию архиепископа вновь избранному предстоятелю Барской архиепархии Ивану I. Однако юрисдикционные споры с Дубровником не утихли, что вносило раскол в духовенство Барской митрополии. Так, епископ Олциниума Марко, с согласия своего капитула и горожан, обратился к королю Джордже Вукановичу и князю Олциниума Мирославу с просьбой о возвращении в состав митрополии Дубровника. Противостояние двух архиепархий продолжалось до середины XIII века. После смерти архиепископа Ивана I в 1247 году Дубровник вновь заявил свои претензии на митрополию над епархиями Барской архиепархии. Папа Иннокентий IV, желая положить конец конфликту, не позволил барскому капитулу избрать нового архиепископа, а назначил своего кандидата, ставшего архиепископом под именем Ивана II. Страсти накалились до такой степени, начались вооружённые столкновения между горожанами Дубровника и Бара. Рассмотрение спора было передано в папский трибунал, но процесс продвигался крайне медленно и папа своим посланием в 1248 году призвал горожан к миру, однако между Баром и Дубровником уже разгорелась настоящая война. Архиепископ Иван II был схвачен и брошен в тюрьму, после чего он предал анафеме весь Дубровник. Наконец, дошло до того, что в конфликт вмешался король Стефан Урош I, приняв сторону архиепархии Бара, входившей в состав его королевства. Архиепископа Бара поддержал и брат короля Стефан Владислав, в удел которого входила территория бывшей Дукли (теперь называемая Зетой). Позиция светских властей имела решающее значение для папской курии. В начале 1252 года в Перудже открылось заседание папского трибунала. В августе умер архиепископ Иван II и судебное заседание было приостановлено до 1253 года, когда папа назначил новым архиепископом Бара францисканца Готфрида, несмотря на протесты Дубровника. Окончательное решение конфликта в пользу Барской митрополии состоялось только в 1255 году во время встречи делегатов обеих архиепархий в Риме.

### Средневековое устройство

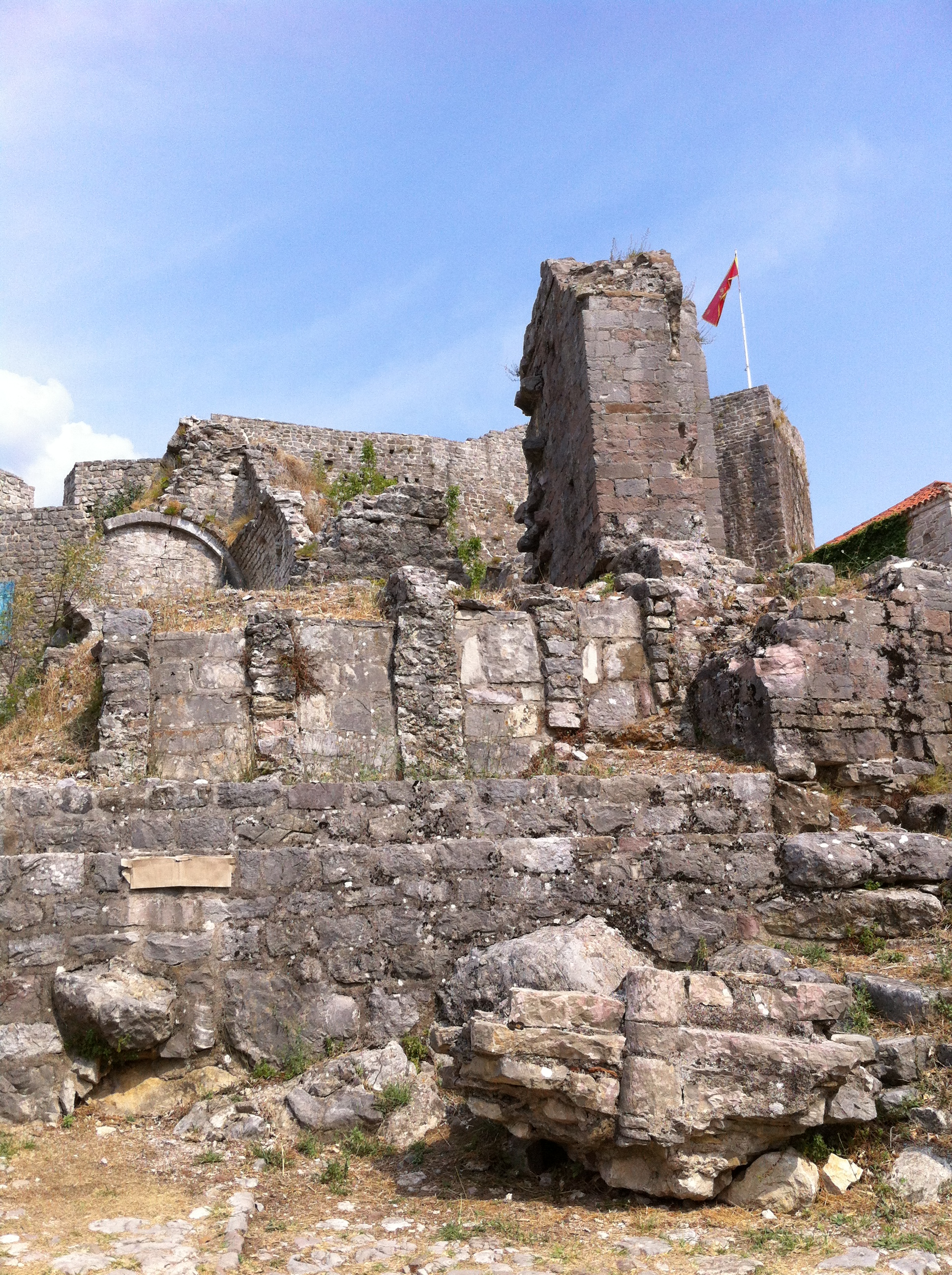
Руины францисканского аббатства Святого Николая в Старом Баре. Конец XIII века

Кафедральным храмом архиепархии являлся собор Святого Георгия в Баре, освящённый в честь святого покровителя города и епархии. Архиепископ, как правило, избирался капитулом архиепархии из числа местного духовенства и лишь в экстренных случаях назначался папой из Рима. Каноники и настоятель собора Святого Георгия входили в состав капитула архиепархии, в котором пользовались наибольшим авторитетом. Кроме них, в состав капитула входило по 6 каноников коллегиальных церквей Святого Петра, Святого Илии и Святой Марии. Во главе капитула стоял архидиакон, во главе трёх коллегиальных церквей — архипресвитеры. Каноники проживали в «коллегиумах» — специальных домах при церквях. П. А. Ровинский, посетивший Старый Бар в 1880 году, незадолго до его полного разрушения, заметил на многих средневековых зданиях знак «J.H.S.» (Jesus hominum salvatoris), свидетельствовавший об их принадлежности католическому духовенству.
Дошедшие до нас сведения об общем количестве церквей и других зданий, принадлежавших архиепархии, неоднозначны и пока не подтверждены археологическими исследованиями, что отчасти связано с переоборудованием многих из них в мечети в период османского владычества. В папской булле 1089 года упоминаются собор Святого Георгия, две церкви святого Архангела и четыре церкви Святой Марии. Помимо этого, из разных средневековых источников известно о церквях Святых Сергия и Вакха, Святого Стефана, Святого Леонарда, Святого Илария, Святого Павла, Святого Авраама, Святой Екатерины, Святого Креста, Святого Вита, Святой Венеранды, Святого Иакова, Святого Паломника, Святого Лаврентия, Святого Александра, Святого Варфоломея, святого Марка, а также капеллы Святой Елены, Святого Гавриила, Святого Симона и евангелиста Луки, Святой Марии Магдалины и Святого Андрея. Согласно отчёту архиепископа Марина III Бицци от 1610 года, помимо собора и трёх коллегиальных церквей, на территории архиепархии находилось 66 религиозных объекта, из которых 18 находилось в самом Баре, а 48 — за пределами города. Архиепископ Андрия III Змаевич в 1671 году сообщал о 53 церквях и капеллах в самом Баре и около него.
На территории архиепархии располагалось четыре бенедиктинского аббатства: Святого Сергия в Мркоевичах, Святого Спаса, Святого Марка в горах около Старого Бара и Святой Марии Ратацкой. Ещё о двух бенедиктинских монастырях, один из которых женский, не сохранилось никаких данных. В 1221 году в Баре начали свою деятельность монахи ордена цистерцианцев. В конце XIII века под покровительством королевы Елены Анжуйской были основаны монастырь францисканцев (в 1288 году) и аббатство ордена доминиканцев. Стараниями королевы Елены францисканские аббатства появились в Баре, Которе, Улцине и Скадаре.
Поскольку большинство населения архиепархии Бара было славянским, в 1248 году папа Иннокентий IV дал согласие на введение латинско-славянской диглоссии при проведении литургии на территории архиепархии: в дополнение к латыни было разрешено осуществлять богослужение на старославянском языке.

### Примас Сербии
В XIII веке архиепископ Бара получил духовный титул «архиепископа Славянского» (arhiepiscopus Sclaviniensis), первое употребление которого датируется 1256 годом, что символизировало его первенство среди католических иерархов славянской ойкумены на Балканском полуострове. В 1303 году папа в своём письме уполномочил архиепископа Марина I Жаретича (1301—1306) смещать глав католических приходов на территории всей Сербии и поручил провести реформу среди нарушавшего дисциплину духовенства «Арбана, Полата, Конавала, Дураццо, Котора, Свача, Скадара и Дриваста и в некоторых других местах под властью греческого императора Андроника и сербского короля Уроша, его брата Стефана и возлюбленной дочери во Христе сербской королевы Елены». Расширение Сербского государства на соседние славянские территории, а равно последующий рост угрозы исламизации северо-западной части Балкан и стремление Рима консолидировать разрозненные католические силы сербов для отражения этой угрозы, по всей видимости, стали в XV веке причиной замены титула «архиепископа Славянского» на титул «примаса Сербии». Непосредственным инициатором введения этого титула стал архиепископ Бара Стефан II Теглатие (1473—1485), активный сторонник создания антиосманского союза. Первое документальное упоминание титула «примас Сербии» датируется 1475 годом.

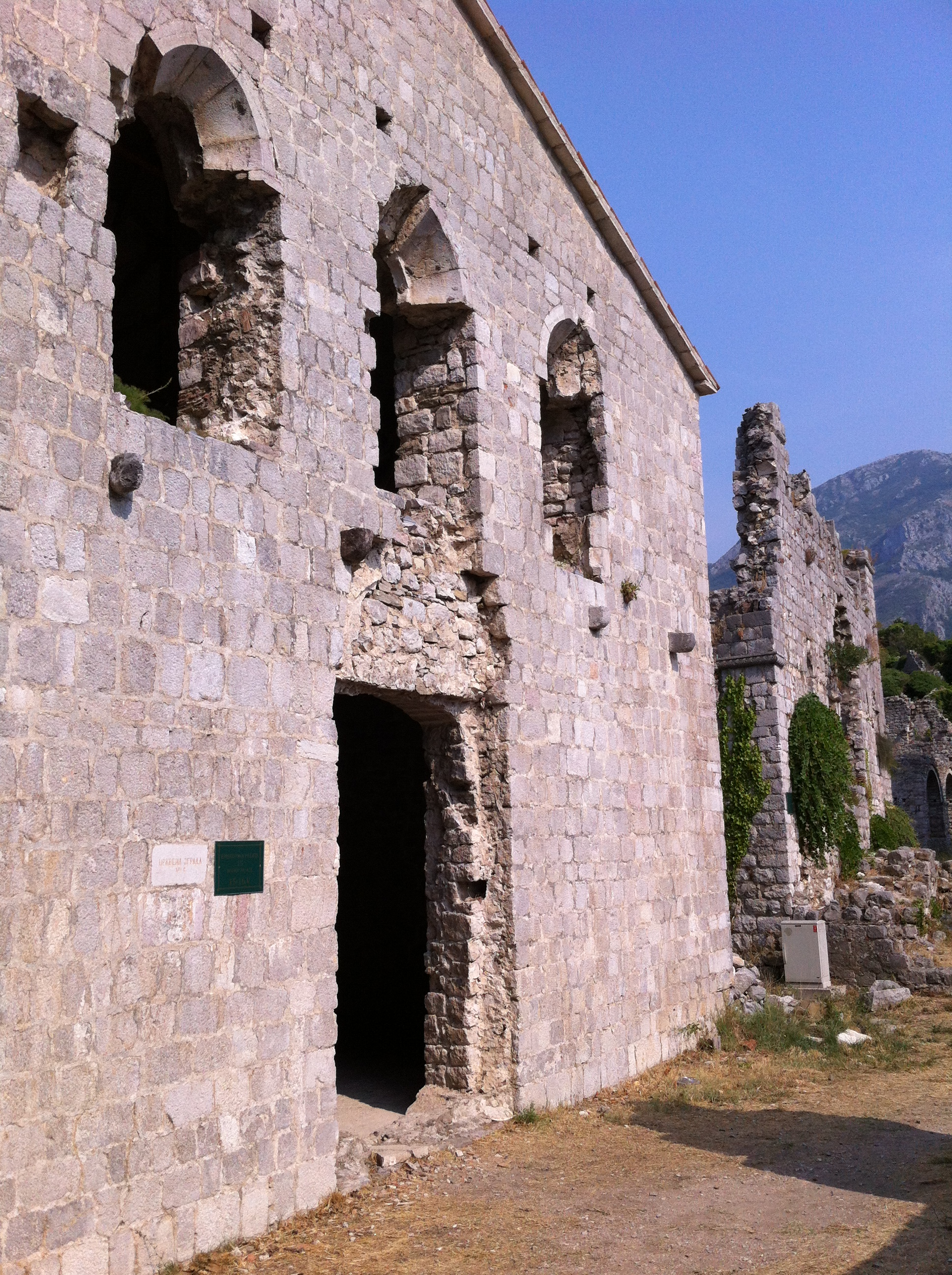
Руины епископского дворца в Старом Баре. XV—XVI века

В качестве примаса Сербии архиепископу Бара были подчинены епархии Белграда, Смедерева, Ниша, Скопья и Призрена. В тот период архиепископ Бара, кроме собственно архиепископского, носил духовные титулы митрополита Албании, примаса всего королевства Сербия, князя Круи и администратора Будвы, к которым в XVII веке добавились титулы апостольского визитатора для Македонии и Болгарии. Со временем все эти титулы приобрели формальный характер, однако на II Ватиканском соборе примас Сербии занимал место девятого уровня — после кардиналов и патриархов, но перед остальными архиепископами.

### Накануне османского завоевания
Взаимоотношения между Барской архиепархией и сербским королевским двором существенно испортились после назначения в 1324 году архиепископом Бара француза Гийома Адама, фанатичного противника схизмы, призывавшего короля Франции организовать крестовый поход против православных государств Балканского полуострова. В XIV веке наблюдается ослабление монашеской дисциплины, ухудшение хозяйствования и запустение бенедиктинских монастырей архиепархии. В одной из папских булл 1337 года с прискорбием отмечалось, что Барская архиепархия уже более 30-ти лет лишена истинной пасторской заботы. В 1347 году папа Климент IV в ответ на ходатайство архиепископа Ивана III Заулини поручил епископу Улциня Антонию провести реформу бенедиктинских монастырей в архиепархии. Судя по всему, Антоний не особо преуспел в выполнении этого поручения, поскольку в 1391 году папа Бонифаций IX назначил на место ратацкого аббата цистерцианца Буция, не найдя достойной кандидатуры среди монахов-бенедиктинцев самого аббатства. В конце XIV века на территории архиепархии происходит постепенное укрепление позиций православия, которое при Балше III (1403—1421) было объявлено государственной религией. Однако в прибрежных городах Зеты продолжала доминировать католическая традиция и вплоть до османского завоевания в XVI веке продолжалось возведение католических храмов и других религиозных объектов.

Венецианские владения на территории Черногории и Албании в середине XV века

В середине XV века всё зетское побережье, включая город Бар и главные города епархий-суффраганов, перешло под власть Венецианской республики. Вскоре все городские чиновничьи должности были заняты венецианцами, главным образом, дворянами. Близость османской угрозы привела к тому, что фактическая власть в городе сосредоточилась в руках венецианских военных. Военно-аристократическое правление вызывало резкое недовольство простых горожан Бара, что приводило к постоянным столкновениям между знатью и простым людом, в том числе и вооружённым. Сословное противостояние постепенно перекинулось и на барское духовенство, которое также разделилось на две партии, в зависимости от сословной принадлежности клириков. Открытое столкновение между «священниками-аристократами» и «священниками-мещанами», известное под названием «Святая жажда» (серб. «Sveta žudnja»), произошло в день Великой пятницы 1555 года. Клирики столкнулись у дарохранительницы, споря о том, кому первым взять гостию для святого причастия. Спор быстро перерос в настоящую битву. Конфликт продолжался вплоть до османского завоевания. Другой проблемой, возникшей в архиепархии с венецианским завоеванием, стало недовольство новых хозяев местными особенностями ведения литургии, допускавшей использование старославянского языка наряду с латинским.

### В составе Османской империи
В 1570 году началось османское завоевание Сербского Поморья, принадлежавшего Венеции. В 1571 году турецкая эскадра взяла Дульчиньо и вырезала всё население города, затем османские войска осадили Бар. Барский гарнизон не в силах был противостоять туркам и венецианский комендант Алессандро Донато тайно послал османскому адмиралу Петрев-паше ключи от города. Ночью венецианские войска и знать покинули Бар. Архиепископ Иван VIII Бруно безуспешно призывал на помощь венецианские войска. Бар был занят турками без боя, архиепископ был захвачен в плен, отправлен на галеры и вскоре умерщвлён во время битвы при Лепанто. Население Бара частью было перебито, частью бежало в Венецию и другие христианские страны, частью приняло ислам.
Почти вся территория архиепархии оказалась под властью Османской империи. Османские власти запретили нахождение барского архиепископа в Баре, поэтому резиденция последующих архиепископов располагалась за пределами контролируемой турками территории, чаще всего в Будве (где они совмещали сан архиепископа с должностью апостольского администратора Будванской епархии). Разрешение на посещение Бара удалось получить лишь архиепископу Марину III Бицци, который незамедлительно отплыл туда из Будвы в начале января 1610 года и был доброжелательно принят в Баре турецкими властями. Католики тогда составляли меньшинство населения города, наряду с мусульманами и православными. Часть церковной собственности была конфискована турками и использовалась ими по своему усмотрению, так в бывшем женском монастыре была устроена кофейня, а дворец архиепископа превратили в конюшню. В 1622 году в Риме была учреждена Конгрегация пропаганды веры, одной из задач которой стало развитие миссионерской деятельности на территории архиепархии Бара.
С момента присоединения архиепархии к Османской империи происходила постепенная конфискация церковного имущества, в том числе храмов. Незадолго до 1610 года одна из церквей Бара была превращена турками в конюшню, затем барский собор Святого Георгия был переделан в мечеть «Лонджа», а церковь Святого Николая — в мечеть «Орта». В 1630 году ещё одна церковь была занята мусульманами. В следующем году церковь Святой Марии была превращена в мечеть, а три священника, отказавшиеся принять ислам, были посажены на кол. Эмиграция католиков из Бара возросла. Начало Кандийской войны привело к усилению репрессий османских властей в отношении католического населения архиепархии. В 1646 году началась массовая принудительная исламизация барских христиан, поддержавший венецианцев барский архиепископ вновь был изгнан из Бара, а его резиденция разрушена. Всё имущество архиепархии было конфисковано. Архиепископ Йосип Буональдо бежал в епархию Сапы. К середине XVII века в самом городе Бар не осталось ни одной католической семьи, однако около 300 католиков проживало в турецких домах в качестве прислуги на положении рабов. К 1663 году на территории архиепархии из примерно 5 000 католиков осталось не более 2 000.
В 1671 году Бар посетил новый архиепископ Андрия III Змаевич, который был довольно доброжелательно был принят османскими властями. В полном прелатском облачении с крестом на груди архиепископ был официально встречен в Баре и препровождён в специально выделенную ему резиденцию. Архиепископ свободно перемещался по территории архиепархии. Поскольку постоянно находиться в Баре ему всё же не было дозволено, архиепископ остановился у Паштровичей, откуда и управлял архиепархией. В конце XVII века вновь активизировались попытки полной исламизации зетского побережья — с 1699 по 1707 годы около тысячи католиков архиепархии Бара перешли в ислам. Вновь была снесена резиденция архиепископа Бара вместе с церковью Святой Марии. Архиепископ Марко III Джорга (ум. 1700 году) переехал в свой родной Спич, близ Сутоморе, где вскоре умер. Следующему архиепископу Вицко Змаевичу турки запретили появляться в архиепархии, более того, на его жизнь было совершено покушение на границе архиепархии, однако архиепископа спасли местные верующие. Вицко Змаевичу удалось посетить архиепархию лишь в 1703 году.
Очередная турецко-венецианская война (1714—1718), в которой на стороне Венеции сражались и католики Барской архиепархии, стала поводом нового усиления репрессий османских властей и активизации насильственной исламизации в отношении христиан Сербского Поморья, что привело, в свою очередь, к новой волне эмиграции католического населения. Положение усугубилось разразившейся в 1717 году эпидемией чумы, пришедшей из Скадара. В 1726 году началась эмиграция больших групп католиков в окрестности Задара, чему содействовал Вицко Змаевич, занимавший в тот период кафедру задарского архиепископа. Ситуация начала несколько меняться к лучшему лишь к середине XVIII века, с 1744 года архиепископам Бара было дозволено проживать на территории своей архиепархии.

## Ординарии
С 1998 года римско-католическую архиепископскую кафедру Бара занимает архиепископ Зеф Гаши из конгрегации салезианцев Дона Боско, по происхождению косовский албанец.